# Agence nationale des autoroutes
 (mars 2012).
Si vous disposez d'ouvrages ou d'articles de référence ou si vous connaissez des sites web de qualité traitant du thème abordé ici, merci de compléter l'article en donnant les références utiles à sa vérifiabilité et en les liant à la section « Notes et références ».
L'Agence nationale des autoroutes (ANA) était une société publique algérienne chargée de la construction des autoroutes en Algérie.
En 2016, elle a été fusionnée avec l'algérienne de gestion des autoroutes (AGA) pour créer l'actuel algérienne des autoroutes (ADA).